# Xenorhina macrops
Xenorhina macrops е вид жаба от семейство Тесноусти жаби (Microhylidae). Видът не е застрашен от изчезване.

## Разпространение и местообитание
Разпространен е в Индонезия.
Обитава гористи местности, планини и възвишения в райони с тропически и субтропичен климат.

## Описание
Популацията на вида е стабилна.